# Élections locales écossaises de 2003 à Clackmannanshire
Pour un article plus général, voir Élections locales écossaises de 2003.

Les élections locales écossaises de 2003 à Clackmannanshire se sont tenues le 1er mai 2003.

## Composition du conseil
Majorité absolue : 10 sièges
| Parti        | Sièges  |
| ------------ | ------- |
| Travailliste | 10 / 18 |
| SNP          | 6 / 18  |
| Indépendant  | 1 / 18  |
| Conservateur | 1 / 18  |